# Anastasía Úsova
Anastasía Úsova (en ruso: Анастасия Усова; n. 28 de diciembre de 1988 en Aqtobe, URSS, actual Kazajistán) es una cantante kazaja que creció en popularidad luego de salir coronada en el segundo puesto de Superstar KZ 3, la versión kazaja de Pop Idol. Ella sólo tuvo menos votos que el ganador Nurzhan Kermenbayev.
Anastasía incluye, entre sus influencias musicales preferidas, a Dilnaz Ahmadieva, Whitney Houston e Irina Dubtsova.

## Actuaciones en Superstar KZ 3
- Ronda del Teatro (Día tres): Махаббат Жалыны de Madina Sadvaqasova.
- Top 40: Adagio de Lara Fabian.
- Comodín: Бакыт Кушагында de Shamshi Kaldayakova.
- Top 12: Woman In Love de Barbra Streisand.
- Top 11: Дольче Вита de Zhasmin.
- Top 10: Лесной Олень de Evgeniy Krylatov.
- Top 9: Акапулько de Laima Vaikule.
- Top 8: Махаббат Жалыны de Madina Sadvaqasova.
- Top 7: Золотой de Dilnaz Ahmadieva.
- Top 6: Қарлығаш de Daos Interneshil.
- Top 5: Телефонная Книжка de Alla Pugacheva.
- Top 5: One Way Ticket de Neil Sedaka.
- Top 4: From Sarah with Love de Sarah Connor.
- Top 4: Февраль de Leonida Agutina y Anzheliki Varum (con Kayrat Tuntekov).
- Top 3: Listen With Your Heart de Roxette.
- Top 3: How Could An Angel Break My Heart? de Toni Braxton.
- Top 2: Сенен Баска
- Top 2: Любимый
- Top 2: Атамекен de Roza Rimbayeva.